# Tang Xianzong

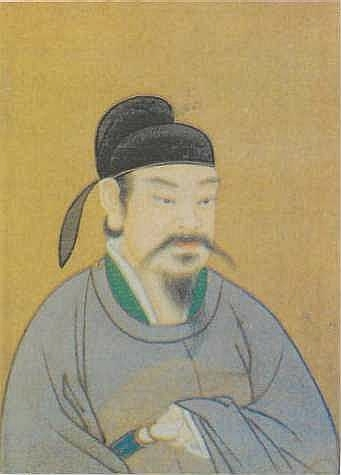
Tang Xianzong

Tang Xianzong († 820) war in den Jahren 805 bis 820 Kaiser von China. Er gilt als der bedeutendste Herrscher der Späten Tang-Periode.
Tang Xianzong wurde als Sohn des Prinzen Li Song geboren. Sein Geburtsname lautete Prinz Li Chun. Li Chuns Großvater, Kaiser Tang Dezong, hatte während seiner Regierungszeit vergeblich versucht, die nach der An-Lushan-Rebellion entstandenen, de facto unabhängigen Militärgouverneure vor allem in den nordöstlichen Provinzen zu bekämpfen. Der notorische Geldmangel der späten Tang-Zeit verhinderte aber den Erfolg der Aktionen, sodass die Militärherren in ihren Stellungen belassen werden mussten. Gegen Ende seiner Regierung gewannen die Günstlinge des Kaisers, darunter viele Eunuchen, die beherrschende Stellung in den Staatsgeschäften. Hiergegen entstand eine Opposition, die sich um Li Chuns Vater Li Song scharte. Diese reformkonfuzianische Bewegung forderte eine umfassende Verwaltungsreform, um das Kompetenzgerangel zwischen den Günstlingen des Kaisers und der regulären Bürokratie zu beenden. Nach dem Tod Dezongs konnte Li Song als Kaiser Tang Shunzong für acht Monate die Herrschaft übernehmen, bevor der schon zuvor kränkelnde Mann verstarb. Der bisherige Kronprinz Li Chun ließ nun als Kaiser Xianzong die Führer der Reformpartei verbannen. Darunter befanden sich herausragende Beamtengelehrte wie Liu Zongyuan oder Li Yuxi.
Die außenpolitische Situation zu Beginn der Regierungszeit Xianzongs war günstig. Die Tibeter, mit denen es seit den 750er Jahren zu Auseinandersetzungen gekommen war, waren durch Bündnisse mit den Uiguren und dem Königreich Nanchao eingekreist und konnten kaum mehr gegenüber dem Kaiserreich in die Offensive gehen. Xianzong nutzte diese Situation und begann mit seinem Programm gegen die Militärgouverneure der Provinzen. Im Jahre 806 verweigerte er dem neuen Gouverneur von West-Sichuan, Liu Pi, die Anerkennung und siegte gegen Ende des Jahres mit einer Armee, die hauptsächlich unter dem Befehl von Eunuchen stand. Einige Monate darauf begann der Krieg gegen den Gouverneur von Zhexi, Li Qi, der sich weigerte, in der Hauptstadt zu erscheinen. Auch hier gelang dem Kaiser ein schneller Sieg. Li Qi fiel einer Intrige innerhalb seiner Anhängerschaft zum Opfer.
In den Jahren 810 bis 814 führte Xianzong eine Reihe von fiskalischen Reformen durch, um die Finanzkraft des Hofes zu stärken. Im Jahre 812 unterwarf sich der neue Gouverneur von Weibo freiwillig dem Kaiser. Die folgenden Jahre sahen Kämpfe in Hebei und Huaixi. Diese Kämpfe dauerten sehr lange und verursachten große monetäre Kosten. Erst 818 konnten alle Festungen der Region am oberen Huai-Fluss eingenommen werden. 819 wurde Shandong erobert und zur selben Zeit ein Vergleich mit den Kriegsherren von Hebei getroffen.
Der reformkonfuzianische Gelehrte Han Yu bewunderte Kaiser Xianzong für dessen Einigungswerk und apostrophierte ihn mit der im Osten aufgehenden Sonne. Bereits unter Xianzongs Nachfolger Muzong begannen sich erneute Auflösungserscheinungen des Reichsverbands zu zeigen. Diese Tendenz setzte sich unter den folgenden Kaisern fort.